# Парламентские выборы в Сербии (2016)
Парламентские выборы в Сербии  должны были пройти в 2018 году, через 4 года после выборов 2014 года. Однако 17 января 2016 года премьер-министр Сербии Александр Вучич призвал к проведению досрочных выборов, объяснив это тем, что стране необходимы 4 стабильных года для завершения переговоров о вступлении Сербии в ЕС. 4 марта 2016 года президент Сербии Томислав Николич распустил Народную скупщину и назначил дату проведения выборов на 24 апреля 2016 года.

## Избирательная система
Выборы двухсот пятидесяти членов Народной скупщины проходят по пропорциональной системе в едином общенациональном избирательном округе с 5 % избирательным барьером. Для коалиций, представляющих национальные меньшинства, избирательный барьер не предусмотрен. Мандаты распределяются по методу Д’Ондта.
Парламентские выборы организует двухуровневая избирательная администрация, состоящая из Республиканской избирательной комиссии Сербии (РИК) и 8378 участковых избирательных комиссий. РИК — это постоянный орган, состоящий из председателя и его заместителя, 16 членов и их заместителей, назначаемых на четырёхлетний срок Народной скупщиной. Каждый зарегистрированный участник выборов имеет право назначить представителя и его заместителя в расширенный состав РИК, который осуществляет свою деятельность в течение выборного периода. Члены расширенного состава комиссии имеют те же права и обязанности, что и члены постоянного состава. Участковые избирательные комиссии также имеют постоянный и расширенный составы. Постоянный состав включает председателя и ещё двух членов, а также их заместителей. Кандидаты на эти должности выдвигаются парламентскими группами. Любой зарегистрированный участник парламентских или местных выборов имеет право на выдвижение представителя и его заместителя в расширенный состав участковой избирательной комиссии. Согласно инструкции РИК, в участковых избирательных комиссиях, расположенных в Косове, не должно быть расширенных составов.
Право голоса предоставляется всем гражданам Сербии, достигшим 18-летнего возраста на день проведения выборов и имеющим постоянное место жительства в Сербии, за исключением граждан, ограниченных в дееспособности по решению суда. Согласно официальным данным РИК на день голосования в Сербии зарегистрировано 6739441 избирателей. Общее количество избирателей может изменяться до 22 апреля, когда РИК опубликует окончательные данные о количестве избирателей. Регистрация избирателей пассивная (от избирателей не требуется каких-либо конкретных действий для того, чтобы быть внесенными в списки избирателей). Избиратели имеют право запросить включения в списки избирателей по месту их временного пребывания, а также за рубежом.
Любой гражданин, имеющий право голоса, может баллотироваться в парламент. Списки кандидатов могут быть выдвинуты политическими партиями, коалициями партий или группами из не менее чем десяти граждан. Участие независимых кандидатов в парламентских выборах не предусмотрено. Список кандидатов должен набрать не менее 10 тысяч подписей избирателей в свою поддержку. Избиратель может поддержать только один список. Все подписи должны были быть заверены муниципальным судом или нотариусом. Закон устанавливает для избирательных списков гендерную квоту: не менее одной трети кандидатов должны быть представителями одного пола.

## Кампания
В ноябре 2014 года движение «Двери српске» и «Демократическая партия Сербии» объявили, что они сформируют «патриотический блок» для участия в следующих выборах. Цели блока — защита конституции Сербии; оппозиция действующему правительству и вступлению Сербии в ЕС и НАТО.
19 февраля 2016 года «Партия объединённых пенсионеров Сербии» вышла из альянса с «Социалистической партией Сербии», одной из партий, входящих в правящую коалицию, и объявила о начале переговоров с другой правящей партией — «Сербской прогрессивной партией». Это событие совпало с периодом разногласий между двумя главными проправительственными партиями — «Социалистической партией Сербии», возглавляемой министром иностранных дел Сербии Ивицей Дачичем, и «Сербской прогрессивной партией» под руководством премьер-министра Александра Вучича. В конце февраля «Сербская прогрессивная партия» договорилась о предвыборной коалиции с «Новой Сербией» и «Социал-демократической партией Сербии».
Переговоры о создании предвыборного блока проводила проевропейская оппозиция действующему правительству в составе Демократической партии, «Социал-демократической партии» и Либерально-демократической партии. Однако 29 февраля 2016 года председатель «Демократической партии» Боян Пайтич заявил, что его партия не присоединится к предвыборному блоку «Социал-демократической партии» и «Либерально-демократической партии».
Официальный период избирательной кампании начался с объявления о роспуске парламента и завершится за 48 часов до дня голосования. Началу активной избирательной кампании помешало наводнение в некоторых районах страны. Большинство партий проводят свои кампании через мероприятия на открытом воздухе и распространение агитационных материалов. Оппозиционные партии жаловались представителям БДИПЧ ОБСЕ на то, что из-за отсутствия финансовых ресурсов они не могут разместить свои агитационные материалы на рекламных щитах и в печатных и электронных СМИ в достаточном количестве. Напротив, агитация в поддержку коалиции во главе с правящей «Сербской прогрессивной партией» преобладала над материалами от других партий. Более того, правящая партия и её партнёры по коалиции использовали официальные мероприятия, такие как посещения школ, открытия государственных учреждений и заводов, в целях своей избирательной кампании. В целом, атмосфера избирательной кампании спокойная, хотя есть данные о ряде инцидентов с участием политических активистов. Большинство собеседников БДИПЧ ОБСЕ утверждали, что оппозиционные партии имели тенденцию использовать негативную агитацию, направленную против правящих партий, а не концентрировались на своих собственных программах. Использование провокационной и популистской риторики было отмечено на митингах «Сербской радикальной партии» и в выступлениях членов «Партии демократического действия». Во всех районах размещения миссия наблюдателей от БДИПЧ ОБСЕ получала достоверную информацию о попытках правящих партий использовать своё доминирующее положение на национальном и местном уровне с целью оказать давление на избирателей, в частности, лиц, занятых в государственном секторе.

### Предвыборные списки
Республиканская избирательная комиссия Сербии зарегистрировала 20 избирательных списков для участия в выборах:
| Название списка | Глава списка        | Примечание                                               |
| --- | ------------------- | -------------------------------------------------------- |
| Александр Вучич — Сербия побеждает Сербская прогрессивная партия, Социал-демократическая партия Сербии, Партия объединённых пенсионеров Сербии, Новая Сербия, Сербское движение обновления, Движение социалистов, Движение «Сила Сербии», Независимая демократическая партия Сербии, Сербская народная партия | Александр Вучич     |                                                          |
| За справедливую Сербию — Демократическая партия Демократическая партия, Новая партия, Демократический альянс хорватов в Воеводине, Вместе за Сербию | Боян Пайтич         |                                                          |
| Ивица Дачич — Социалистическая партия Сербии — Единая Сербия — Драган Маркович Палма Социалистическая партия Сербии, Единая Сербия, Зелёные Сербии, Коммунистическая партия (Сербия) | Ивица Дачич         |                                                          |
| Др. Воислав Шешель — Сербская радикальная партия Сербская радикальная партия | Воислав Шешель      |                                                          |
| Двери — ДПС — Санда Рашкович-Ивич — Бошко Обрадович Двери, Демократическая партия Сербии | Санда Рашкович-Ивич |                                                          |
| Альянс воеводинских венгров — Иштван Пастор Альянс воеводинских венгров, Демократическая партия воеводинских венгров, Партия венгерского единства | Иштван Пастор       | Объединение национального меньшинства                    |
| Борис Тадич, Чедомир Йованович — Альянс за лучшую Сербию — ЛДП, ЛСВ, СДП Либерально-демократическая партия, Лига социал-демократов Воеводины, Социал-демократическая партия | Ненад Чанак         |                                                          |
| Муамер Зукорлич — Боснийский демократический союз Санджака Боснийский демократический союз | Муамер Зукорлич     | Объединение национального меньшинства                    |
| Партия демократического действия Санджака — Сулейман Углянин Партия демократического действия Санджака | Сулейман Углянин    | Объединение национального меньшинства (босняки)          |
| За свободную Сербию — Заветники — Милица Джурджевич Сербское движение «Заветники» | Милица Джурджевич   |                                                          |
| Гражданская группа за сербское возрождение — Др. Слободан Комазец | Йован Деретич       |                                                          |
| Русская партия — Слободан Николич Русская партия | Слободан Николич    | Объединение национального меньшинства                    |
| Республиканская партия — Никола Сандулович Республиканская партия | Никола Сандулович   | Объединение национального меньшинства (венгры)           |
| Сербско-русское движение — Слободан Димитриевич Восточная альтернатива, Сербская лига, Сербский отечественный фронт, Венгерская лига, Движение ветеранов | Драган Тодорович    | Объединение национального меньшинства (русские и венгры) |
| Борко Стефанович — Сербия для всех нас Левые Сербии, Движение за возрождение, Социал-демократический союз | Борко Стефанович    |                                                          |
| Диалог — молодые с позицией — Станко Дебелякович | Станко Дебелякович  |                                                          |
| Достаточно — Саша Радулович | Саша Радулович      |                                                          |
| Партия демократического действия — Ардита Синани Партия демократического действия | Ардита Синани       | Объединение национального меньшинства (Албанцы)          |
| Зелёная партия | Горан Чабради       | Объединение национального меньшинства (Словаки)          |
| Несмотря на — вместе за Сербию — народный альянс Третья Сербия, Народная сеть | Владан Глишич       |                                                          |

## Результаты
Победу одержала коалиция «Сербия побеждает», возглавляемая действующим премьер-министром Сербии Александром Вучичем, который после объявления результатов выборов заявил, что избиратели продемонстрировали поддержку реформам, проводимым правительством, и европейской интеграции Сербии.

### Предварительные итоги голосования[37]
На основе 100 % обработанных избирательных участков или 100 % обработанных бюллетеней.
| П.н. | Р.н. | Избирательные списки | Избирательные списки                                                                 | Голоса    | %       | Мандаты | +/-   |
| ---- | ---- | -------------------- | ------------------------------------------------------------------------------------ | --------- | ------- | ------- | ----- |
| —    | 1.   |                      | Александр Вучич — Сербия побеждает                                                   | 1.823.147 | 48.25 % | 131     | ▼27   |
| —    | 3.   |                      | Ивица Дачич — Социалистическая партия Сербии — Единая Сербия — Драган Маркович Палма | 413.770   | 10.95 % | 29      | ▼15   |
| —    | 4.   |                      | Др. Воислав Шешель — Сербская радикальная партия                                     | 306.052   | 8.10 %  | 22      | ▲22   |
| —    | 17.  |                      | Достаточно — Саша Радулович                                                          | 227.626   | 6.02 %  | 16      | ▲16   |
| —    | 2.   |                      | За справедливую Сербию — Демократическая партия                                      | 227.589   | 6.02 %  | 16      | ▼3    |
| —    | 5.   |                      | Двери — ДПС — Санда Рашкович-Ивич — Бошко Обрадович                                  | 190.530   | 5.04 %  | 13      | — ▲13 |
| —    | 7.   |                      | Борис Тадич, Чедомир Йованович — Альянс за лучшую Сербию — ЛДП, ЛСВ, СДП             | 189.569   | 5.02 %  | 13      | ▼5    |
| —    | 6.   | М                    | Альянс воеводинских венгров — Иштван Пастор                                          | 56.610    | 1.50 %  | 4       | ▼2    |
| —    | 8.   | М                    | Муамер Зукорлич — Боснякский демократический союз Санджака                           | 32.513    | 0.86 %  | 2       | ▲2    |
| —    | 9.   | М                    | Партия демократического действия Санджака — Сулейман Углянин (Босняки)               | 30.078    | 0.80 %  | 2       | ▼1    |
| —    | 19.  | М                    | Зелёная партия (Словаки)                                                             | 23.854    | 0.63 %  | 1       | ▲1    |
| —    | 18.  | М                    | Партия демократического действия — Ардита Синани (Албанцы)                           | 16.257    | 0.43 %  | 1       | ▼1    |
| —    | 15.  |                      | Борко Стефанович — Сербия для всех нас                                               | 35.685    | 0.95 %  | 0       | ▼2    |
| —    | 10.  |                      | За свободную Сербию — Заветники — Милица Джурджевич                                  | 27.680    | 0.73 %  | 0       | —     |
| —    | 20.  |                      | Несмотря на — вместе за Сербию — народный альянс                                     | 17.512    | 0.46 %  | 0       | —     |
| —    | 12.  | М                    | Русская партия — Слободан Николич                                                    | 13.737    | 0.36 %  | 0       | —     |
| —    | 11.  |                      | Гражданская группа за сербское возрождение — Др. Слободан Комазец                    | 13.253    | 0.35 %  | 0       | —     |
| —    | 14.  | М                    | Сербско-русское движение — Слободан Димитриевич                                      | 10.010    | 0.27 %  | 0       | —     |
| —    | 16.  |                      | Диалог — молодые с позицией — Станко Дебелякович                                     | 7.735     | 0.21 %  | 0       | —     |
| —    | 13.  | М                    | Республиканская партия — Никола Сандулович                                           | 4.520     | 0.12 %  | 0       | —     |
| —    | —    |                      | Недействительные бюллетени                                                           | 106.664   | 2.86 %  |         |       |
| '    | —    |                      | Участие в выборах                                                                    | 3.733.475 | 56.25 % |         |       |

При повторном пересчёте голосов на 99 участках, были аннулированы результаты выборов на 11 участках. На 15 избирательных участках, где результаты были аннулированы ранее, 4 мая пройдёт повторное голосование

## Наблюдатели
Наблюдатели от БДИПЧ ОБСЕ и ПАСЕ опубликовали совместное заявление, в котором отметили соблюдение основных прав и свобод во время избирательной кампании. По мнению наблюдателей, избирательная администрация эффективно выполняла свои обязанности и в целом пользовалась доверием участников избирательного процесса, кандидаты могли свободно осуществлять свою агитационную кампанию, а избирательные процедуры в день выборов проводились в соответствии с законодательством. Однако правящие «Сербская прогрессивная партия» и в меньшей степени «Социалистическая партия Сербии» неправомерно использовали официальные государственные мероприятия в целях своей избирательной кампании, не отделяя государственную деятельность от партийной деятельности. Обеспокоенность наблюдателей вызвали и многочисленные сообщения о попытках давления правящих партий на избирателей, в частности лиц, занятых в государственном секторе.
Миссия наблюдателей от Межпарламентской ассамблеи СНГ по итогам выборов составила заключение, в котором отмечалось, что выборы депутатов Скупщины прошли в соответствии с национальными и международными стандартами, избирательная администрация обеспечила возможность свободного волеизъявления граждан, а участники избирательного процесса демонстрировали высокий уровень доверия к органам, осуществлявшим проведение выборов.